# Championnat d'Écosse de football 1893-1894
Navigation
Édition précédente Édition suivante
La 4e édition du championnat d'Écosse de football est remportée par le Celtic FC. 
C’est la deuxième victoire consécutive du club de Glasgow. Il gagne avec trois points d’avance sur les Heart of Midlothian. St Bernard's Football Club, pour sa première saison en championnat, complète le podium.
Le championnat d'Écosse évolue. Cette saison voit apparaitre une deuxième division. Pour accompagner le changement, la première division change de nom : elle s’appelle, et ce jusqu’en 1975, Scottish League First Division.
Il n’est pas prévu de système de promotion/relégation automatique entre les deux divisions. Mais les trois derniers clubs de première division et les trois premiers clubs de deuxième division doivent présenter un dossier de candidature soumis aux clubs restant en première division. La première division a donc choisi un système de cooptation.
À la fin de la troisième saison, Abercorn FC et Clyde FC voient leur engagement non reconduit par les clubs de première division, et vont donc disputer la deuxième division naissante. St Bernard's Football Club et Dundee FC prennent leurs places dans l’élite.
Avec 16 buts marqués, Sandy McMahon du Celtic FC remporte le titre de meilleur buteur du championnat pour la deuxième année consécutive.

## Les clubs de l'édition 1893-1894
| Club                              | Ville     |
| --------------------------------- | --------- |
| Celtic Football Club              | Glasgow   |
| Dumbarton Football Club           | Dumbarton |
| Dundee Football Club              | Dundee    |
| Heart of Midlothian Football Club | Édimbourg |
| Leith Athletic Football Club      | Leith     |
| Rangers Football Club             | Glasgow   |
| Renton Football Club              | Renton    |
| St Bernard's Football Club        | Édimbourg |
| Saint Mirren Football Club        | Paisley   |
| Third Lanark Athletic Club        | Glasgow   |

## Compétition

### Classement
Le classement est établi sur le barème de points classique (victoire à 2 points, match nul à 1, défaite à 0).
| Rang | Équipe              | Pts | J  | G  | N | P  | Bp | Bc | Diff |
| ---- | ------------------- | --- | -- | -- | - | -- | -- | -- | ---- |
| 1    | Celtic FC           | 29  | 18 | 14 | 1 | 3  | 53 | 32 | +21  |
| 2    | Heart of Midlothian | 26  | 18 | 11 | 4 | 3  | 46 | 32 | +14  |
| 3    | St Bernard's FC     | 23  | 18 | 11 | 1 | 6  | 53 | 39 | +14  |
| 4    | Rangers FC          | 20  | 18 | 8  | 4 | 6  | 44 | 30 | +14  |
| 5    | Dumbarton FC        | 19  | 18 | 7  | 5 | 6  | 32 | 35 | -3   |
| 6    | Saint Mirren        | 17  | 18 | 7  | 3 | 8  | 49 | 47 | +2   |
| 7    | Third Lanark AC     | 17  | 18 | 7  | 3 | 8  | 38 | 44 | -6   |
| 8    | Dundee FC           | 15  | 18 | 6  | 3 | 9  | 47 | 59 | -12  |
| 9    | Leith Athletic      | 10  | 18 | 4  | 2 | 12 | 36 | 46 | -10  |
| 10   | Renton FC           | 4   | 18 | 1  | 2 | 15 | 23 | 57 | -34  |

|  | Champion d'Écosse |
|  | Relégation        |

## Bilan de la saison
| Tableau d'Honneur                |            |
| Compétition                      | Vainqueur  |
| Championnat d'Écosse de football | Celtic FC  |
| Coupe d'Écosse de football       | Rangers FC |

| Promotions et relégations |           |
| Promus                    | Clyde FC  |
| Relégués                  | Renton FC |

## Statistiques

### Meilleur buteur
- Sandy McMahon, Celtic FC,   16 buts